# Guitrancourt
Guitrancourt ist eine Gemeinde in der Region  Île-de-France in Frankreich. Sie gehört zum Département Yvelines, zum Arrondissement Mantes-la-Jolie und zum Kanton Limay. Sie grenzt im Nordwesten an Fontenay-Saint-Père, im Norden an Sailly (Berührungspunkt), im Nordosten an Brueil-en-Vexin, im Osten an Gargenville, im Südosten an Issou, im Süden an Porcheville und im Südwesten an Limay. Der Dorfkern befindet sich auf 161 Metern über Meereshöhe.

## Bevölkerungsentwicklung
| Jahr      | 1962 | 1968 | 1975 | 1982 | 1990 | 1999 | 2008 | 2014 |
| --------- | ---- | ---- | ---- | ---- | ---- | ---- | ---- | ---- |
| Einwohner | 341  | 368  | 333  | 413  | 476  | 612  | 631  | 620  |

## Sehenswürdigkeiten
Siehe auch: Liste der Monuments historiques in Guitrancourt
- Kirche Saint-Ouen
- Menhir La Pierre-Drette, Monument historique

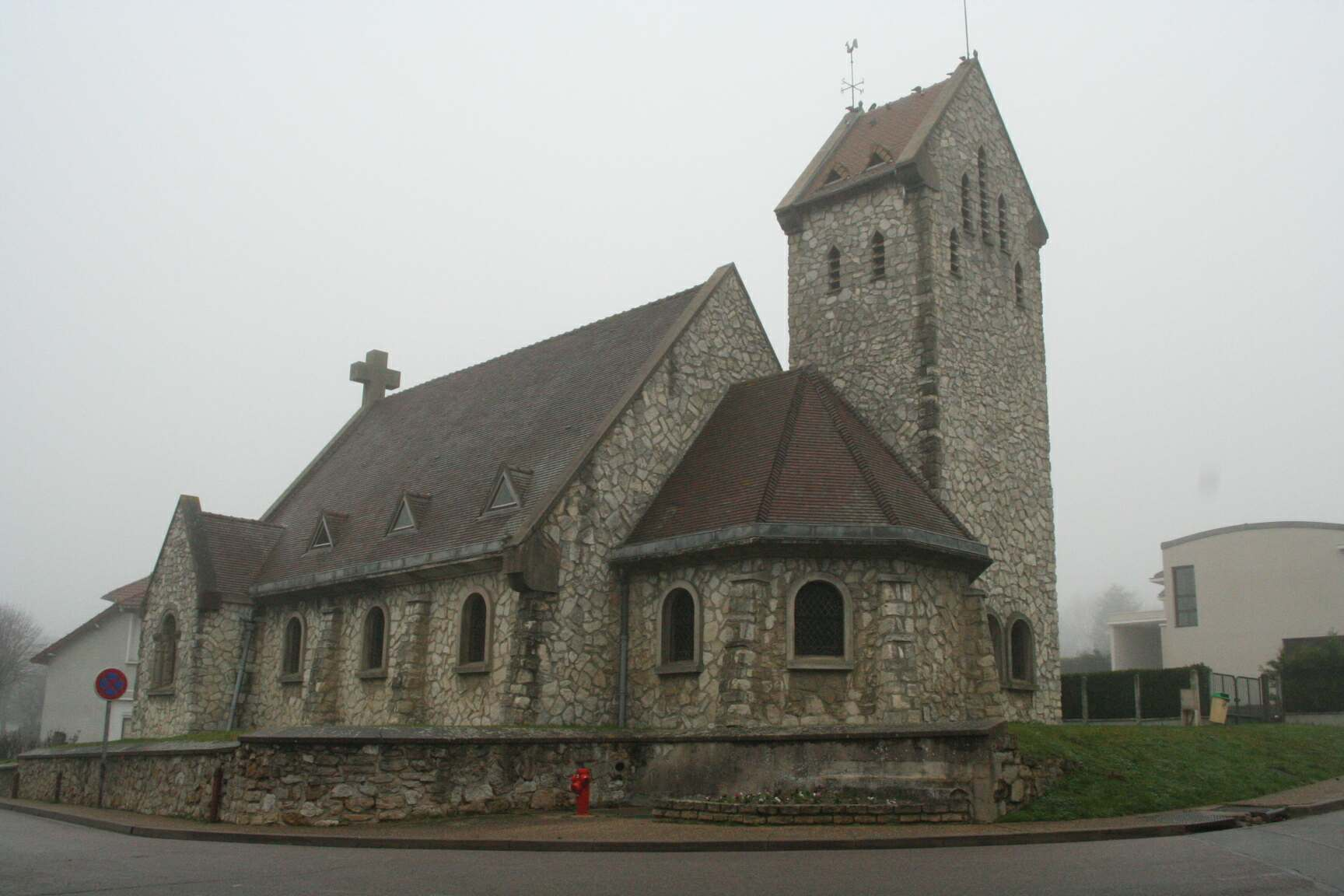
Kirche Saint-Ouen
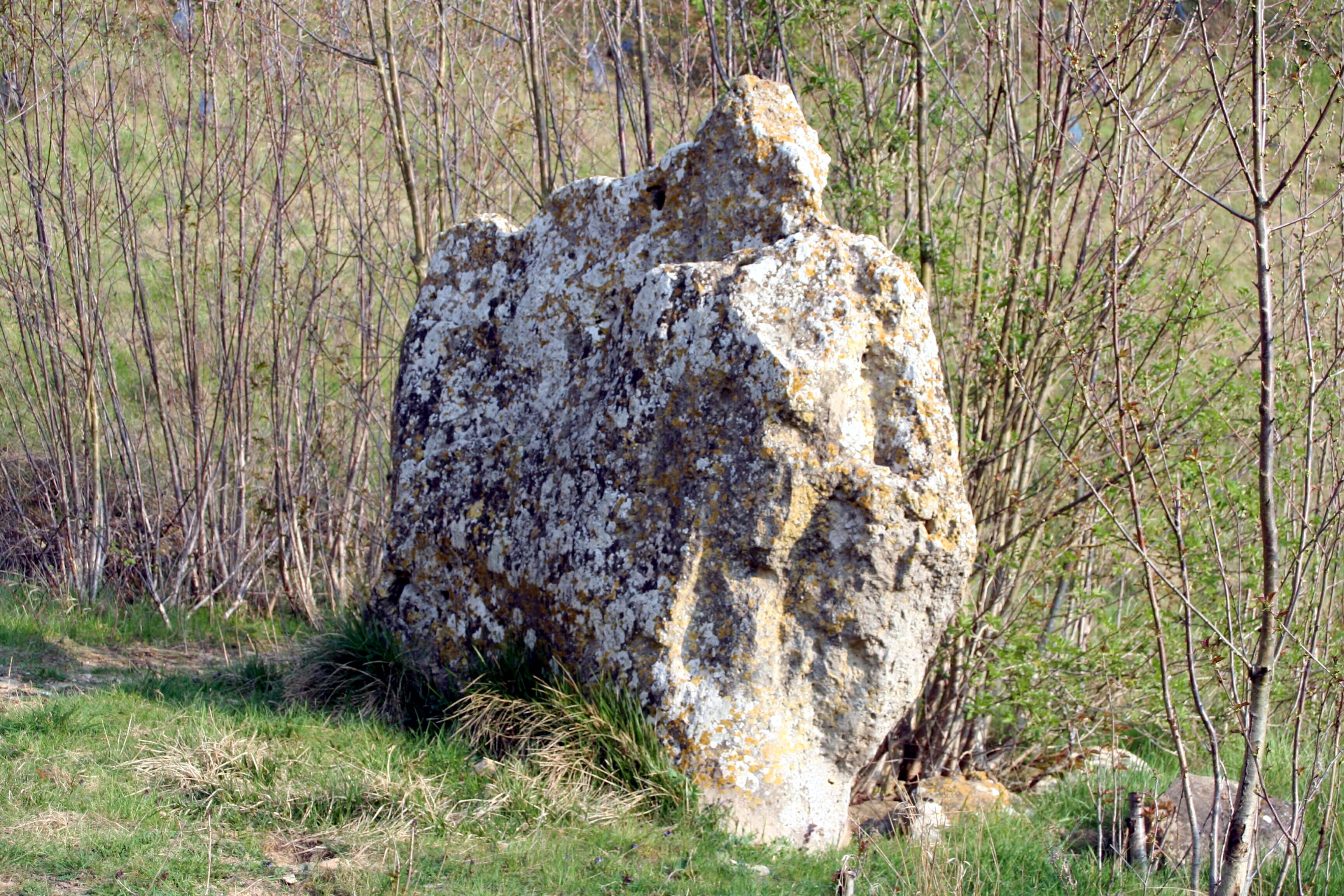
Menhir La Pierre-Drette

## Persönlichkeiten
Der Psychoanalytiker Jacques Lacan (1901–1981) und seine Ehefrau, die Schauspielerin Sylvia Bataille (1908–1993), besaßen in Guitrancourt ein Landhaus. Sie hatten dort ab 1955 das Gemälde Der Ursprung der Welt aufgehängt.